# Heteropoda furva
Heteropoda furva är en spindelart som beskrevs av Tord Tamerlan Teodor Thorell 1890. Heteropoda furva ingår i släktet Heteropoda och familjen jättekrabbspindlar. Inga underarter finns listade i Catalogue of Life.